# Martin N'Kouka
Martin N'Kouka est un footballeur congolais né le 12 mars 1958 à Brazzaville (Congo)

## Biographie
N'Kouka fait ses débuts au cours des années 1970 au sein de l'équipe des Diables noirs de Brazzaville. Il est sacré avec ce club, champion du Congo en 1976.
En 1980, il rejoint la France et l'équipe du FC Salon, évoluant alors en quatrième division. Après une seule saison, il rejoint le Sporting Toulon Var en 1981. Il évoluera pendant six saisons dans le Var.
Ce joueur du milieu de terrain côtoie alors les plus grands joueurs toulonnais lors de la grande époque du Sporting : Christian Dalger, Rolland Courbis, Pascal Olmeta, Albert Emon, Alfano, Bernard Casoni, David Ginola, Laurent Paganelli, etc.
Il dispute avec le Sporting, 67 matchs en Division 2, inscrivant sept buts, puis 67 matchs en Division 1, mais sans inscrire de but. Il est sacré champion de France de deuxième division en 1983 avec Toulon.
En Coupe de France, il atteint avec le Sporting les demi-finales en 1984, notamment après avoir éliminé le Racing Club de Lens en quart de finale. Le Sporting est finalement sorti de la compétition par l'AS Monaco.
En 1988,il signe au FC Puget pour la saison 88/89 en D4 .
Une récurrente pubalgie met fin à sa carrière. Il travaille à partir de 2001 pour la communauté d'agglomération de Toulon Provence Méditerranée.

## Palmarès
- Champion du Congo en 1976 avec les Diables noirs de Brazzaville
- Champion de France de D2 (Groupe B) en 1983 avec le Sporting Toulon Var